# Goszczewo (województwo kujawsko-pomorskie)
Goszczewo – wieś w Polsce położona w województwie kujawsko-pomorskim, w powiecie aleksandrowskim, w gminie Aleksandrów Kujawski.
W latach 1975–1998 miejscowość administracyjnie należała do województwa włocławskiego.
Wieś sołecka – zobacz jednostki pomocnicze gminy Aleksandrów Kujawski w BIP.
W pobliżu wsi znajduje się jezioro Goszczewo.

## Zabytki
Według rejestru zabytków NID na listę zabytków wpisany jest cmentarz rzymskokatolicki parafii św. Jana Chrzciciela w Służewie z 1 poł. XIX w., nr rej.: 273/A z 9.08.1990.